# Кодру (Молдавија)
Кодру је град у општини Кишињев, у Молдавији.